# 鵜沢宇八
鵜沢 宇八（鵜澤、うざわ うはち、1867年6月27日（慶応3年5月25日）- 1943年（昭和18年）10月13日）は、明治から昭和前期の実業家、政治家。衆議院議員、貴族院多額納税者議員。

## 経歴
下総国香取郡、のちの千葉県香取郡栗源村（栗源町を経て現香取市）で、鵜沢弥右衛門の長男として生まれる。東京専門学校を卒業し、慶應義塾でも学んだ。1892年（明治25年）家督を相続した。
実業界で活動し日露戦争景気で多大の利益を上げたが戦後の不況に直面し、樺太での事業展開に活路を見出し、水産業、海運業などで成功を収めた。東洋捕鯨取締役、越中島製材取締役、神中鉄道（現相模鉄道）監査役、満州製粉取締役、日清毛織取締役、日本水産取締役、共済商事社長、樺太敷香合同運送社長、房総三鱗社長などを務めた。
政界では、1897年（明治30年）香取郡会議員に選出され、同議長、徴兵参事員、千葉県会議員を歴任。1912年（明治45年）5月、第11回衆議院議員総選挙に千葉県郡部から立憲国民党公認で出馬して初当選。1917年（大正6年）4月、第13回総選挙で当選したが、衆議院議員選挙訴訟の結果、安房郡での選挙が無効となり、同年12月8日、千葉県知事により鵜澤總明・吉植庄一郎・木村政次郎・関和知・津田毅一・柏原文太郎・磯野敬・加瀬禧逸・土屋清三郎と共に当選証書が取消され議員を退職し、同月に実施された再選挙で当選した。その後、第14回、第16回から第19回総選挙まで再選され、衆議院議員を通算7期務めた。この間、農林審議会委員、土木会議議員、立憲民政党総務などを務めた。
また、1925年（大正14年）千葉県多額納税者として貴族院議員に互選され、同年9月29日に就任したが、千葉県の居住者ではないとして当選無効請求訴訟が起こされた結果、当選無効と決定され、1926年（大正15年）3月24日、貴族院議員を免ぜられた。